# In the Same Breath
In the Same Breath es una película documental de 2021 dirigido y producido por Nanfu Wang. Sigue cómo reaccionaron los gobiernos chino y estadounidense ante el brote de la pandemia de COVID-19.
Tuvo su estreno mundial en el Festival de Cine de Sundance el 28 de enero de 2021. Fue lanzado en un lanzamiento limitado el 12 de agosto de 2021 por HBO Documentary Films antes de su transmisión en HBO el 18 de agosto de 2021.

## Sinopsis
La película sigue la respuesta de los gobiernos chino y estadounidense a la pandemia de COVID-19.

## Producción
Mientras Nanfu Wang todavía estaba trabajando en otro proyecto, se dispuso a hacer un cortometraje sobre la respuesta del gobierno chino a la pandemia de COVID-19, dejando a su hijo con su madre. Pero a medida que se propagó el COVID-19, Wang se preocupó y comenzó a buscar más información, y la mayoría era falsa. Comenzó a contactar a directores de fotografía en Wuhan, China, y pronto se dio cuenta de que las historias sobre la pandemia eran demasiado importantes para estar en un cortometraje. Comenzó a incorporar la respuesta estadounidense a la pandemia después de ver que el gobierno de los EE. UU. difundió información errónea al respecto. HBO Documentary Films se unió para producir y distribuir la película.

## Lanzamiento
Tuvo su estreno mundial en el Festival de Cine de Sundance el 28 de enero de 2021. También se proyectó en South by Southwest en marzo de 2021. Fue lanzado en un lanzamiento limitado el 12 de agosto de 2021, antes de su transmisión en HBO el 18 de agosto de 2021.

### Respuesta crítica
En Rotten Tomatoes, la película tiene un índice de aprobación del 96% según las reseñas de 50 críticos, con una calificación promedio de 8.40/10. El consenso de los críticos dice: "Apasionante y perspicaz, In the Same Breath captura la historia a medida que se escribe, y los fracasos gubernamentales a medida que amplifican la tragedia mundial".
 